# Chilonatalus
Chilonatalus is een geslacht van zoogdieren uit de familie van de trechteroorvleermuizen (Natalidae). De wetenschappelijke naam van het geslacht werd in 1898 gepubliceerd door Gerrit Smith Miller Jr.

## Soorten
Er worden 3 soorten in dit geslacht geplaatst:
- Chilonatalus macer G. S. Miller, 1914
- Chilonatalus micropus (Dobson, 1880)
- Chilonatalus tumidifrons G. S. Miller, 1903